# NGC 7823
NGC 7823 (również PGC 328) – galaktyka spiralna z poprzeczką (SBbc), znajdująca się w gwiazdozbiorze Tukana. Odkrył ją John Herschel 11 sierpnia 1836 roku.